# Будзиська (гміна Галінув)
Будзиська (пол. Budziska) — село в Польщі, у гміні Галінув Мінського повіту Мазовецького воєводства.
Населення — 219 осіб (2011).
У 1975-1998 роках село належало до Варшавського воєводства.

## Демографія
Демографічна структура станом на 31 березня 2011 року:
|          | Загалом | Допрацездатний вік | Працездатний вік | Постпрацездатний вік |
| -------- | ------- | ------------------ | ---------------- | -------------------- |
| Чоловіки | 106     | 26                 | 66               | 14                   |
| Жінки    | 113     | 25                 | 68               | 20                   |
| Разом    | 219     | 51                 | 134              | 34                   |